# Риджленд (Южная Каролина)
Риджленд (англ. Ridgeland) — город и административный центр (столица) округа Джаспер в штате Южная Каролина в Соединённых Штатах Америки.
Согласно результатам переписи населения США, проведённой в 2020 году, число жителей города составляло 3749 человек, что, для такого небольшого населённого пункта, существенно меньше (− 7,1%), чем было во время предыдущей переписи прошедшей в 2010 году (4036 человек).

## История
В XIX века поселение было известно как «Гофер-Хилл» (англ. Gopher Hill), в честь гофер-полифем, черепах обитающих в этом районе. Название было сочтено неподходящим для новой железнодорожной станции, поэтому в 1902 году дежурный по станции Фредерик Генри Ингрэм изменил его на «Риджленд» (англ. Ridgeland), поскольку город расположен на песчаном хребте, одном из самых высоких мест в округе Джаспер. 
В Риджленде находится исправительное учреждение Риджленда — тюрьма, находящаяся в ведении Департамента исправительных учреждений Южной Каролины.

## География
Риджленд расположен на северо-востоке округа Джаспер, его центр находится на невысоком хребте на высоте 19 метров над уровнем моря. 
В соответствии с данными указанными на сайте центрального статистического органа страны — Бюро переписи населения США, общая площадь города составляет 115,8 квадратных километров (44,7 квадратных миль), из которых 115,1 квадратных километров (44,4 квадратных мили) занимает суша, а 0,7 квадратных километров (0,59%) приходится на водную поверхность.